# Chaukham
Chaukham (nep. चौखाम) – gaun wikas samiti w zachodniej części Nepalu w strefie Mahakali w dystrykcie Baitadi. Według nepalskiego spisu powszechnego z 2011 roku liczył on 503 gospodarstwa domowe i 2764 mieszkańców (1434 kobiety i 1330 mężczyzn).